# Dușești (okręg Neamț)
Dușești – wieś w Rumunii, w okręgu Neamț, w gminie Ștefan cel Mare. W 2011 roku liczyła 134 mieszkańców.